# Karl Pfeffer-Wildenbruch
Karl Pfeffer-Wildenbruch (1888-1971) fut un officier d'état major allemand durant la Première Guerre mondiale et Obergruppenführer de la Waffen-SS und der Polizei pendant la Seconde Guerre mondiale. Il commanda la 4e SS Polizei Panzergrenadier Division, le VIe Corps d'armée SS et le 9e corps SS de montagne. Il fut notamment décoré de la croix de chevalier de la croix de fer avec feuilles de chêne.

## Décorations
- Croix de fer (1914)
  - 2e classe
  - 1re classe (14 septembre 1917)[1]
- Agrafe de la croix de fer (1939)
  - 2e classe (20 juin 1940)[1]
  - 1re classe (22 juin 1940)[1]
- Croix de chevalier de la croix de fer avec feuilles de chêne
  - Croix de chevalier le 11 janvier 1945 en tant que SS-Obergruppenführer und General der Waffen-SS et commandant général de la IX. SS-Gebrigskorps[2]
  - 723e feuilles de chêne le 1er février 1945 en tant que SS-Obergruppenführer und General der Waffen-SS et commandant général de la IX. Waffen-Gebrigskorps of the SS[3]